# (8869) Olausgutho
(8869) Olausgutho est un astéroïde de la ceinture principale.

## Description
(8869) Olausgutho est un astéroïde de la ceinture principale. Il fut découvert le 6 mars 1992 à La Silla par le programme UESAC. Il présente une orbite caractérisée par un demi-grand axe de 3,13 UA, une excentricité de 0,13 et une inclinaison de 1,9° par rapport à l'écliptique.

## Compléments